# شلل انسمامي درقي دوري
الشلل الانسمامي الدرقي الدوري (بالإنجليزية: Thyrotoxic periodic paralysis)‏ هي حالة تؤدي إلى هجمات من الضعف العضلي أثناء فرط في نشاط الغدة الدرقية. نقص بوتاسيوم الدم (انخفاض مستوى البوتاسيوم في الدم) عادة ما يكون حاضرًا أثناء الهجمات. قد تشكل هذه الحالة خطرًا على الحياة إذا ما أصاب الضعف العضلي عضلات التنفس، حيث يتسبب الأمر في صعوبة بالتنفس من ناحية، أو يؤدي في حالة انخفاض نسبة البوتاسيوم في الدم إلى اضطراب في دقات القلب. وإن لم يعالج، وهي مُتكررة بعادتها في الطبيعة.
تم ربط الحالة مع التحولات الوراثية في الجينات المسؤولة عن رمز معين للقنوات الأيونية الناقلة للكهرل (الصوديوم والبوتاسيوم) عبر أغشية الخلايا. وأهمها قناة الكالسيوم من نوع (Cav1.1). و(Kir2.6)  وتصنف على أنها (Channelopathy). ويعتقد أن هذه الظاهرة الشاذة في القناة تؤدي إلى التغييرات في نقل البوتاسيوم إلى الخلايا، في ظل ظروف ارتفاع مستويات هرمون الغدة الدرقية، وعادة مع يكون مع مرسب إضافي.
علاج نقص بوتاسيوم الدم، المتبعة من تصحيح فرط نشاط الغدة الدرقية، الذي يؤدي إلى استكمال الهجمات. يصيب في الغالب الذكور من أصل صيني وياباني وفيتنامي وفلبيني وكوري. الشلل الانسمامي الدرقي الدوري هو واحد من العديد من الحالات التي يمكن أن تسبب الشلل الدوري.

## العلامات والأعراض
يتمثل المرض بهجوم يبدأ في الغالب مع آلام في العضلات وتشنج وتصلب. يعقبها ضعف عام أو شلل والذي يميل إلى التطور بسرعة، غالبًا ما يحدث في أخر الليل أو الساعات الأولى من الصباح. الضعف عادة ما يكون متناظرا؛  غالبًا ما تتأثر عضلات الطرف القريبة من الجذع (الدانية)، والضعف الذي يبدأ في التوسع على مستوى الأرجل والذراع. لا تتأثر عضلات الفم والحلق والعينين والتنفس، ولكن أحيانًا ضعف عضلات الجهاز التنفسي يمكن أن يتسبب في صعوبة بعملية التنفس وتهديد حياة المريض. يتم حسم الهجمات خلال بضعة ساعات إلى أيام، حتى في غياب العلاج. خلال الفحص العصبي أثناء الهجوم، يلاحظ ضعف مُترهل للأطراف؛ تتضاءل عادةً رُدود الفعل، لكن لا يتأثر نظام الإحساس أو  الوضع العقلي للمريض.
ممكن أن تحدث الهجمات بسبب مجهود بدني، شرب الكحول، استهلاك الأطعمة الغنية بالسكريات أو الملح. ولذلك ترتفعُ نسبة الهجمات في فصل الصيف، بسبب الاستهلاك الكبير للمشروبات مع السكر وممارسة الرياضة. من الإمكان أن يظهر الهجوم بعد انتهاء فترة التمرينات الرياضية أثناء فترة الاسترخاء، لذلك يمكن أن يوصى بتمرين لتجنب الهجوم.
من أعراض فرط نشاط الغدة الدرقية فقدان الوزن وزيادة معدل ضربات القلب والرعاش والعرق؛  لكن هذه الأعراض تحدث في نصف حالات الإصابة فقط. النوع الأكثر شيوعًا من فرط نشاط الغدة الدرقية، مرض جريفز، بالإضافة إلى ذلك قد يُسبب مشاكل في العين (اعتلال العين جريفز) وتغييرات في جلد الساقين (وذمة مخاطية أمام الظنبوب). أمراض الغدة الدرقية مُمكن أن تُسبب ضعفا عضليا، على شكل اعتلال عضلي تسمامي درقي،  لكن هذا يُعتبر ثابتا وليس عرضيا.

## الأسباب

### وراثية
وقد وصفت الطفرات الجينية في قنوات الكالسيوم من نوع (Cav1.1) في جنوب الصين مع شلل انسمامي درقي دوري. الطفرات (التحولات) الجينية التي تقع في مناطق مُختلفة في جينات المرض مُقارنة مع تلك في حالة الشلل الدوري والتي تعتمدُ على الحالة العائلية. في الشلل الانسمامي الدرقي الدوري (TPP)، أما الطفرات الجينية فتُعتبر أحد الأشكال المُتعددة النوكليوتيدات الموجودة في هرمون عنصر الاستجابة الحساس لهرمون الغدة الدرقية، هذا يعني أن عملية نسخ (تشفير) الجين والإنتاج من القنوات الإيونية من الممكن أن تُعدل بواسطة مستوى مرتفع من هرمون الغدة الدرقية. وعلاوة على ذلك، تم الإبلاغ عن حُدوث طفرات في جينات الترميز المُستخدمة في قناة جهد بوابة البوتاسيوم (Kv3.4) وقناة الصوديوم بروتين نوع 4 وحيدات ألفا (Na41.4).
تم إثبات أن 33% من المُصابين بالشلل الانسمامي الدرقي الدوري من الذين ينتمون إلى مجموعات سُكانية مُختلفة أنهم يملُكون تحولات جينية في KCNJ18، جين الترميز المُستخدم في Kir2.6، قناة أيون البوتاسيوم الداخلي المعدل، هذا الجين، أيضًا، يرافئ عنصر استجابة الغدة الدرقية.
بعض الأشكال من مستضدات الكريات البيضاء البشرية (HLA)، خصوصًاB46 ،DR9 ،DQB1 * 0303 ،A2 ،Bw22 ،AW19، B17، وDRW8، هي أكثر شيوعًا في هذا المرض. الإرسال لبعض من الأشكال من مستضدات الكريات البيضاء البشرية (HLA)، والتي تلعب دورا مركزيا في الاستجابة المناعية، ممكن أن تؤدي إلى تحفيز جهاز المناعة. لكن من الغير مؤكد أن يقود هذا الأمر إلى الشلل الانسمامي الدرقي الدوري أو إلى ارتفاع إمكانية الإصابة بمرض جريفز، وهو مرض انضدادي.

### مرض الغدة الدرقية
الشكل الأكثرُ شُيوعًا من أمراض الغدة الدرقية الأساسية المُرتبطة مع الشلل الانسمامي الدرقي الدوري هو مرض جريفز، وهو متلازمة تحدثُ بسبب رد فعل المناعة الذاتية الذي يؤدي إلى الإفراط في إنتاج هرمون الغدة الدرقية. كما تم وصف الشلل الانسمامي الدرقي الدوري في المرضى الذين يُعانون من مشكلاتً أخرى في الغدة الدرقية مثل التهاب الغدة الدرقية والدراق العقيد السام والورم الغدي السام وهرمون منبه الدرقية المُنتجة لورم الغدة النخامية والإفراط في تناول هرمونات الغدة الدرقية أو اليود والأميودارون الناجم عن فرط نشاط الغدة الدرقية.

## الآلية

تُحافظ مضخة الصوديوم والبوتاسيوم على التدرجات الطبيعية من الصوديوم والبوتاسيوم بين الخلايا والسوائل خارج الخلية.

ينتجُ الضعف العضلي وخطر ارتفاع ضربات القلب غير المنتظمة في مرض الشلل الانسمامي الدرقي الدوري عن انخفاضٍ ملحوظٍ بكميَّة البوتاسيوم في مجرى الدم. في الحقيقة، لا يكون البوتاسيوم مفقودًا في الجسم، لكنَّ الأمر هو أن زيادة نشاط مضخة الصوديوم والبوتاسيوم (الإنزيم يعمل على نقل البوتاسيوم إلى الخلايا ويحفظ الصوديوم في الدم) يؤدّي إلى تحول البوتاسيوم في الأنسجة، ويستنزف الدورة الدموية. ويؤدي نقص بوتاسيوم الدم بدوره إلى فرط الاستقطاب للخلايا العضلية، ممَّا يجعل من الموصل العصبي العضلي أقلَّ استجابةً للنبضات العصبية الطبيعية التي تؤدي إلى انخفاض انقباض العضلات.
من غير الواضح كيف يُمكن للعيوب الوراثية زيادة نشاط مضخة الصوديوم والبوتاسيوم، لكن يُعتقد بأنَّ هذا الأنزيم يُصبح أكثر نشاطًا بسبب زيادة مستوى هرمون الغدة الدرقية. يَزيدُ فرط نشاط الغدة الدرقية من مستويات الكاتيكولامينات (مثل الأدرينالين) في الدم، ويزيد كذلك من نشاط مضخة الصوديوم والبوتاسيوم. ومن ثُم يرتفع نشاط الإنزيم، ويزداد الترسيب. على سبيل المثال، تؤدي زيادة كمية الكربوهيدرات إلى زيادة مستويات الأنسولين، ويعرف هذا بنشاط مضخة الصوديوم والبوتاسيوم. وبمجرَّد إزالة الرواسب، يعود نشاط الإنزيم إلى مُستواه الطبيعي. وقد تبيَّن أن الهرمونات الذكرية تعمل على زيادة نشاط مضخة الصوديوم والبوتاسيوم، وهذا يُفسّر لم يواجه الذكور خطرًا أعلى للإصابة بهذا المرض، مع أنَّ أمراض الغدة الدرقية مُنتشرةٌ أكثر عند الإناث.
يعتبر الشلل الانسمامي الدرقي الدوري نموذجًا للحالات المُتصلة، المعروفة باسم "channelopathies"، والتي ترتبط مع طفراتٍ في القنوات الأيونية، وتحدث غالبية هذه الحالات في دوراتٍ منتظمة.

## التشخيص
نقص بوتاسيوم الدم (انخفاض مستويات البوتاسيوم في الدم) ويحدث عادة خلال الهجمات، يحدث عادةً على مستويات 3,0 ملمول/لتر. غالبًا ما يتم فحص مستويات المغنيسيوم والفوسفات لكي يتم تخفيضها. مستوى الكرياتين يعتبر مرتفع في ثلثي الحالات، وعادة ما يرجع السبب إلى إصابة في العضلات؛ الإرتفاعات الحادة التي تشير إلى أنحلال الربيدات (تدمير النسيج العضلي) هي نادرة. قد يظهر تخطيط كهربية القلب عدم إنتظام دقات القلب (تسارع نبضات القلب) بسبب مرض الغدة الدرقية، الشذوذات بسبب عدم إنتظام ضربات القلب (الرجفان الأذيني، عدم انتظام دقات القلب البطيني)، تغييرات التوصيل المرتبطة بنقص بوتاسيوم الدم (أمواج U، اتساع QRS، امتداد QT، موجة T التسطحية). يظهر إلكتروميوجرافي تغييرات مماثلة لتلك التي يواجهها المريض في الاعتلالات العضلية (أمراض عضلية)، مع إنخفاض سعة إمكانية عمل العضلات  يتم علاجها عندما يبدأ العلاج.
في الانسمام الدرقي نلاحظ المستويات المرتفعة من هرمون الغدة الدرقية وثلاثي يودوثيرونين، الناتجة عن مكافحة TSH التي تنتجها الغدة النخامية. وتجرى عادةً فحوصات متنوعة أخرى للفصل بين الأسباب المختلفة لفرط نشاط الغدة الدرقية.

## العلاج

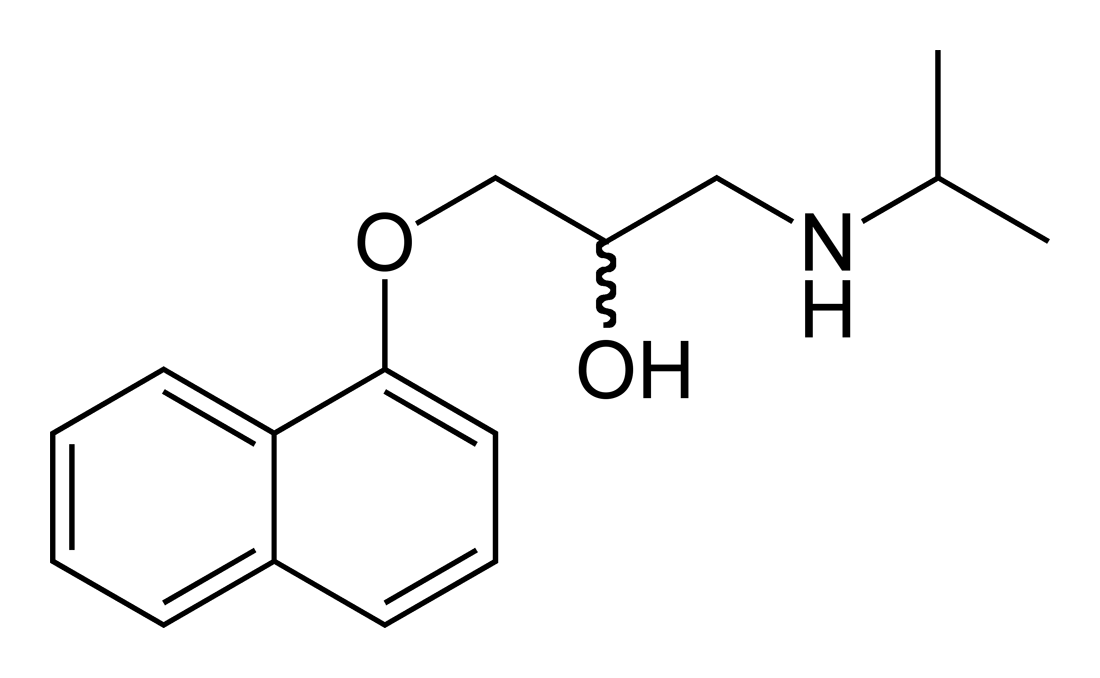
يستطيع مُضاد البيتا الغير الانتقائي بروبرانولول تحسين أعراض فرط نشاط الغدة الدرقية وبسرعة، بما في ذلك هجمات الشلل الانسمامي الدرقي الدوري.

في المرحلة الحادة للهجوم، تعمل إدارة البوتاسيوم بسرعة على استعادة قوة العضلات ومنع حدوث مضاعفات. مع ذلك، ينصح بتوخي الحذر لكيلا تكون الكمية الإجمالية من البوتاسيوم في الجسم
منخفضة، ومن الممكن لمستويات البوتاسيو لتجاوز («انتعاش فرط بوتاسيوم الدم»)؛ ينصح بإعطاء حقن من كلوريد البوتاسيوم، أثناء البدء بعلاج أخر.
آثار هرمون الغدة الدرقية عادة ما تستجيب للإدارة من حاصرات بيتا غير الانتقائية. مثل بروبرانولول (كما يعمل على قيادة الأعراض بواسطة زيادة مستويات الأدرينالين وله أيضًا تأثير على المستقبلات الأدرينالية بيتا). ويمكن تجنب وقوع هجمات لاحقة وذلك عن طريق تجنب تناول المسببات المعروفة وبكثرة مثل الملح أو تناول الكربوهيدرات، حتى يتم علاج مرض الغدة الدرقية بشكل كافً.
عادة ما يؤدي علاج مرض الغدة الدرقية إلى حل هجمات الشلل. اعتمادًا على طبيعة المرض، من الممكن أن يتكون العلاج من thyrostatics (الأدوية التي تقلل من إنتاج هرمون الغدة الدرقية)، اليود المشع، أو في بعض الأحيان عملية جراحية في الغدة الدرقية.

## علم الأوبئة
يصيب الشلل الانسمامي الدرقي الدوري في الغالب الذكور من أصل صيني وياباني وفيتنامي وفلبيني وكوري،  وكذلك التايلانديين،  مع معدلات أقل من ذلك بكثير من الأعراق الأخرى. المصابون بفرط نشاط الغدة الدرقية في الشعبين الصيني والياباني، أصيبوا بالشلل الانسمامي الدرقي الدوري بنسبة 1,8-1,9 ٪. ويختلف الأمر في أمريكا الشمالية، حيث تشير دراسات إلى نسبة تتراوح ما بين 0,1-0,2 ٪. الهنود الحمر في أمريكا الشمالية (سكان أمريكا الأصليين)، الذين يشتركون في الخلفية الجينية مع سُكان شرق آسيا، هم في خطر متزايد.
السن الشائع لظُهور المرض هو 20-40 سنة. لا يعرف بالضبط سبب ارتفاع النسب بشكل واضح جدًا عند الرجال، تبلغ نسبة الإصابة لدى الرجال 17-70 ضعف مقارنة بالإناث، بالرغم من أن نشاط فرط الغدة الدرقية أكثر شيوعًا عند الإناث.

## تاريخ

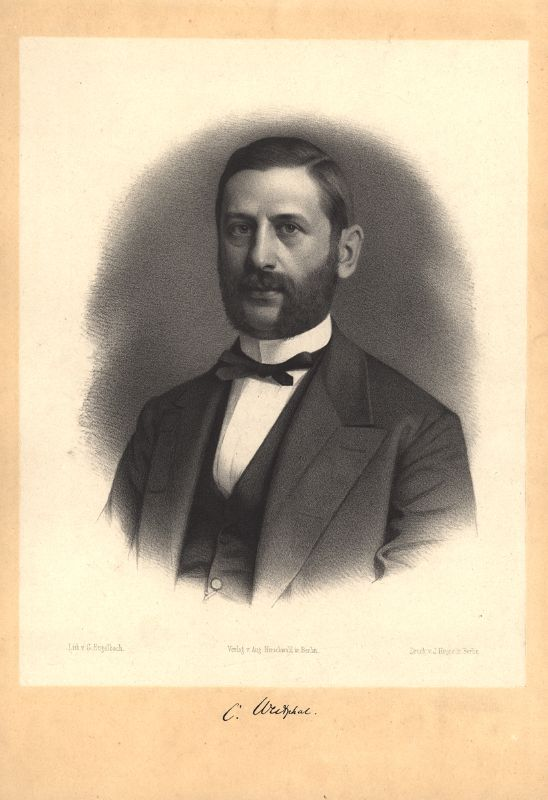
كارل فريدريش ويستفال أوتو

بعد تقارير عن حالات عدة في القرنين 18 و19، كان أول وصف كامل للشلل الدوري من قبل طبيب الأعصاب الألماني كارل فريدريش ويستفال أوتو (1833-1890) في عام 1885. في عام 1926 لاحظ الطبيب الياباني Tetsushiro Shinosaki، من فوكوكا ارتفاع معدل أمراض الغدة الدرقية في الشعب الياباني المصحوبة بالشلل الدوري. أول تقرير باللغة الإنجليزية، في عام 1931، كتبه كل من دنلاب وكبلر، طبيبان في عيادة مايو، وقد وصفا حالة المريض مع وجود ملامح من مرض جريفز. في عام 1937 ارتبط الشلل الدوري مع نقص بوتاسيوم الدم، فضلًا عن تهاطل الهجمات بالغلوكوز والانسولين. وقد استخدمت هذه الظاهرة على أنها اختبار تشخيصي.
في عام 1974، تم اكتشاف قدرة عقار البروبرانول على منع وقوع الهجمات. برز مفهوم channelopathies والارتباط مع طفرات القناة الشاردية المحددة في أواخر القرن العشرين.